# Sobre la acusación de sí mismo
Sobre la acusación de sí mismo es un libro publicado en el año 2005, escrito por el entonces cardenal argentino Jorge Mario Bergoglio (más tarde papa Francisco).
Dedicado en principio a promover cierto lazo social entre los sacerdotes, el libro se hizo extensivo a todos los fieles y a la sociedad en general. Trata sobre la fe, la familia y la Iglesia católica en el siglo XXI: busca fortalecer al sujeto contra los ataques provenientes de los otros, y fundar un lazo social que no se sostenga en el amor al líder sino en el amor de todos hacia Dios.
Fue publicado por primera vez en español en el año 2005. El libro introduce una profunda meditación sobre algunos escritos de san Doroteo de Gaza, un místico palestino del siglo VI, y orienta en el camino de la humildad y el amor necesarios para formar verdaderas comunidades cristianas. 